# Palača Aljafería
Palača Aljafería (špansko Palacio de la Aljafería; arabsko قصر الجعفرية, latinizirano: Qaṣr al-Jaʿfariyah) je utrjena srednjeveška palača, zgrajena v drugi polovici 11. stoletja v Taifi Zaragoza v Al Andaluzu, današnja Zaragoza, Aragonija, Španija. Bila je rezidenca dinastije Banu Hud v obdobju Abu Jaffarja Al-Muqtadirja. Palača odseva sijaj, ki ga je na svojem vrhuncu dosegla Taifa  Zaragoze. Trenutno je v njem sedež regionalnega parlamenta (Cortes) avtonomne skupnosti Aragonije.
Struktura je edini ohranjen velik primer španske islamske arhitekture iz obdobja taif (neodvisnih kraljestev). Aljafería, skupaj z mošejo–stolnico v Córdobi in Alhambro, so trije najboljši primeri hispano-muslimanske arhitekture in imajo posebno pravno zaščito. Leta 2001 so bile prvotne obnovljene strukture Aljaferíe vključene v Mudéjar arhitekturo v Aragoniji, ki je del svetovne dediščine.
Slog okrasja Aljaferije, kot je uporaba mešanih lokov in sklepnih kamnov, razširitev arabesk na veliko površino ter shematizacija in progresivna abstrakcija jeserij (Štukatura v islamski arhitekturi) rastlinske narave, je močno vplival na almoravidsko in almohadsko umetnost na Iberskem polotoku. Premik v dekoraciji k bolj geometrijskim motivom je osnova Nasridske umetnosti.
Po ponovni osvojitvi Zaragoze leta 1118 s strani Alfonza I. Aragonskega je postala rezidenca krščanskih kraljev Aragonskega kraljestva. Pedro IV. Aragonski (1319–1387) ga je uporabljal kot kraljevo rezidenco, leta 1492 pa je bil spremenjen v palačo katoliških monarhov. Leta 1593 je bil deležen še enega prestrukturiranja, ki ga je spremenilo v vojaško trdnjavo, najprej po renesančnih načrtih (ki jih je danes mogoče videti v njegovi okolici, jarku in vrtovih), kasneje pa za nastanitev vojaških polkov. Doživljala je nadaljnje prestrukturiranje in škodo, zlasti z obleganji Zaragoze med vojno na polotoku, dokler ni bil končno obnovljena v 20. stoletju.
Palača je bila zgrajena zunaj rimskega obzidja Zaragoze, v ravnici saría. S širitvijo mesta skozi stoletja je zdaj znotraj mesta.

## Trubadurski stolp
Najstarejši del Aljaferije je danes znan kot Trubadurski stolp. Stolp je dobil to ime po romantični drami Antonia Garcie Gutierreza iz leta 1836 Troubadour, ki temelji predvsem na palači. Ta drama je postala libreto za opero Trubadur (Il trovatore) Giuseppeja Verdija.
Stolp je obrambna stavba s štirikotno osnovo in petimi nivoji, ki segajo v konec 9. stoletja, v času vladavine prvega Banu Tudžiba, Muhammada Alanqurja, ki ga je za neodvisnega emirja Córdobe imenoval Mohamed I. Córdobski. Po Cabañeru Subizi je bil stolp zgrajen v drugi polovici 10. stoletja. Njegov spodnji del ima ostanke začetka težkih zidov iz alabastrnega klesanega zidu, navzgor pa se nadaljuje z gladko oblogo iz preprostega mavca in apnenega betona, lažje snovi za doseganje večjih višin. Zunanjost ne odraža razdelitve petih notranjih nadstropij in je videti kot ogromna prizma, ki jo lomijo ozke vdolbine. Dostop v notranjost je bil skozi majhna dvignjena vrata, do katerih je bilo mogoče priti le s prenosno lestvijo. Njegova prvotna funkcija je bila vojaška.
V prvem nivoju je ohranjena stavbna struktura iz 9. stoletja z dvema ločenima ladjama in šestimi deli, ločenimi z dvema križnima stebroma in razdeljenimi s spuščenimi podkvastimi loki. Kljub svoji preprostosti tvorijo uravnotežen prostor in se lahko uporablja kot kopeli.
Drugo nadstropje ponavlja isto prostorsko shemo kot prvo in vsebuje ostanke muslimanskega zidarstva iz 11. stoletja. Obstajajo dokazi, da se je v 14. stoletju nekaj podobnega zgodilo z videzom zadnjih dveh nadstropij, v slogu mudéjar, katerih gradnja je bila posledica gradnje palače Pedra IV. Aragonskega, ki je s Trubadurjevim stolpom povezana s hodnikom, in bi se uporabljal kot utrdba. Že loki teh objektov odsevajo njegovo krščansko zgradbo, saj so rahlo zašiljeni in podpirajo ravne lesene strope.
Njegova funkcija v 9. in 10. stoletju je bila kot stražarski stolp in obrambni bastijon. Obdan je bil z jarkom. Kasneje ga je družina Banu Hud vključila v zgradbo grajske palače Aljafería, ki je predstavljala enega od stolpov obrambnega ogrodja zunanje severne stene. Med špansko rekonkvisto se je še naprej uporabljal kot utrdba, leta 1486 pa je postal ječa inkvizicije. Kot stolp-zapor so ga uporabljali tudi v 18. in 19. stoletju, kar dokazujejo številni grafiti, ki so jih vpisali tamkajšnji jetniki.

## Mavrska palača Taifal
Gradnjo palače, ki je bila večinoma dokončana med letoma 1065 in 1081, je naročil Abú Ja'far Ahmad ibn Sulaymán al-Muqtadir Billah, znan po svojem častnem nazivu Al-Muqtadir (Mogočni), drugi monarh dinastije Banu Hud, kot simbol moči, ki jo je Taifa Zaragoza dosegla v drugi polovici 11. stoletja. Sam sultan je svojo palačo imenoval Qasr al-Surur (Palača radosti) in prestolno sobo, v kateri je vodil sprejeme in veleposlaništva, Maylis al-Dahab (Zlata dvorana), kot pričajo naslednji verzi, ki jih je napisal sultan:
O palača radosti! O zlata dvorana!

Zaradi tebe sem dosegel maksimum svojih želja.

In čeprav v svojem kraljestvu nisem imel ničesar drugega,

zame si vse kar si lahko želim.
Ime Aljafería je prvič dokumentirano v besedilu Al-Yazzarja as-Saraqustija (aktiven med 1085 in 1100) – ki navaja tudi ime arhitekta palače Taifal, Slovana Al-Halifa Zuhayrja – in v drugem iz Ibn Idari iz leta 1109, kot izpeljava iz predimena Al-Muqtadir, Abu Ya'far, in Ya'far, Al-Yafariyya, ki se je razvilo v Aliafaria in od tam v Aljafería.
Splošna postavitev palače sledi arhetipu puščavskih gradov v Siriji in Jordaniji iz prve polovice 8. stoletja (kot so Qasr al-Hayr al-Sharqi, Msatta, Khirbat al-Mafjar in iz zgodnjega Abasidskega obdobja, trdnjava al-Ukhaidir). Ti gradovi so bili kvadratni z ultrapolkrožnimi stolpi in osrednjim tridelnim prostorom, ki je tvoril tri pravokotne prostore, pri čemer je osrednji imel dvorišče z bazeni, na severnem in južnem koncu pa bivalne prostore palače.
Aljafería sledi temu modelu, z odsekom za plemstvo v osrednjem segmentu trga, čeprav je poravnava stranic tega tlorisa nepravilna. To je osrednji pravokotnik, v katerem so palačne stavbe, organizirane okoli dvorišča s cisternami pred severnim in južnim portikom, v katerem so kraljeve sobe in saloni.
Severni konec je bil pomembnejši, saj je bil opremljen z drugim nadstropjem in večjo globino, pred njim pa je bila odprta in bogato okrašena stebrna stena, ki se je raztezala čez dva paviljona na njenih bokih in je služila kot gledališka veranda v prestolno sobo ("zlata dvorana" verzov Al-Muqtadirja). Ustvarila je sklop arhitekturnih prostorov, ki se je začel s pravokotnimi hodniki na koncih, poudarjenih z višino drugega nadstropja, in končal s Trubadurjevim stolpom, ki se je v ozadju prikazoval iz perspektive gledalca na dvorišču. Vse to, kar se odraža tudi v cisterni, je povečalo kraljevsko območje, kar potrjuje prisotnost majhne zasebne mošeje z mihrabom na vzhodnem koncu severne meje.
V središču severne stene notranjosti 'Zlate dvorane' je bil slepi lok – kjer je stal kralj – s tradicionalnim geometrijskim vzorcem, ki je posnemal rešetko mihrabske fasade mošeje v Córdobi, stavbe, ki jo je hotel posnemati. Na ta način se je z dvorišča zdel napol skrit s stebri oboka, ki je vodil do Zlate dvorane, in stebri neposrednega portika, ki so dajali videz rešetke in iluzijo globine, kar je figuri monarha dalo sijaj.
Konec 11. stoletja so vsi rastlinski, geometrični in epigrafski reliefi dobili barvne dekoracije s pretežno rdečimi in modrimi ozadji ter zlatimi reliefi. Skupaj s podstavki iz alabastra z epigrafskim okrasjem in tlemi iz belega marmorja je dala celoti veličasten videz.
Različne spremembe v Aljaferíi so odstranile številne štukature iz 11. stoletja in, z izgradnjo palače katoliških monarhov leta 1492, celotno drugo nadstropje, ki je zlomilo konce lokov Taifal. Pri sedanji obnovi so originalne arabeske temnejše od rekonstruiranih okraskov v belem gladkem ometu. Struktura lokov pa ostaja nepoškodovana.
Okrasje sten Zlate dvorane je večinoma izginilo, čeprav so ostanki ohranjeni v muzeju v Zaragozi in v nacionalnem arheološkem muzeju v Madridu. Francisco Íñiguez je začel njegovo obnovo, obnovil je okraske, ki so obstajali na mestih izvora, in izvlekel celotne odlitke arkad južnega portika.

### Severne stranske dvorane
Ob severni steni je najpomembnejši kompleks stavb, zgrajenih v obdobju Banu Hud, vključno s prestolno sobo ali zlato dvorano in majhno zasebno mošejo, ki je na vzhodni strani dostopnega portika, ki služi kot predprostor oratorija. V njeni notranjosti je mihrab v jugovzhodnem vogalu, usmerjen v smeri Meke, kot v vseh mošejah razen kordobske.
Tla v kraljevih sobanah so bila marmorna z alabastrnim podstavkom. Kapiteli so bili iz alabastra, razen nekaterih, ki so ponovno uporabili marmor iz obdobja kalifata. Te prostore je obdajal pas epigrafskega okrasja s kufskimi znaki, ki reproducirajo koranske sure, ki so namigovali na simbolni pomen okrasja. Sure, ki ustrezajo tem napisom, so bile izpeljane iz ohranjenih fragmentov.
Na dveh od teh kaligrafskih reliefov je mogoče najti ime Al-Muqtadir, ki datirata prvo fazo gradnje palače med letoma 1065 in 1080. Pravijo, da je »To [Aljafería] naročil Ahmed al-Muqtadir Billáh«.

### Zlata dvorana
Zlata dvorana je imela na vzhodnem in zahodnem koncu dve zasebni spalnici, verjetno za kraljevo uporabo. Danes je spalnica na zahodnem boku izgubljena, vendar je bila uporabljena kot kraljevska spalnica in so jo uporabljali tudi aragonski kralji do 14. stoletja.
Večina arabesknih okrasov, ki so prekrivale stene, kot tudi dva metra in pol visoko podnožje iz alabastra in tla iz belega marmorja prvotne palače so izgubljeni. Ohranjeni ostanki, tako v muzejih kot tisti, ki so v kraljevi dvorani, kljub temu omogočajo rekonstrukcijo okrašenega, barvnega okrasja.
Stropi in rezbarije v lesu so upodabljali nebo, celotna soba pa je bila podoba kozmosa, oblečena s simboli moči, ki jo je nad nebesnim vesoljem izvajal monarh iz Saragosse, ki se je tako pojavil kot dedič kalifov.
Dostop do Zlate dvorane je skozi steno s tremi odprtinami. Zelo velika osrednja odprtina je sestavljena iz petih dvojnih marmornatih stebrov s stiliziranimi islamskimi kapiteli iz alabastra, ki podpirajo štiri mikstilinearne loke, med katerimi so druge enostavnejše oblike podkve.

### Vhodni portik v Zlato dvorano
Proti jugu je druga stavba podobne velikosti, vendar plitkejša, povezana z dvoriščem s portikom velikih večločnih lokov. Spet je tu tridelni prostor; vzhodni in zahodni konec se raztezata pravokotno z dvema stranskima galerijama, do katerih dostopata široka poliedrska režnja in se končujeta v ločenih koničastih, večločnih lokih, katerih alfiz (arhitekturni okras, sestavljen iz letve, običajno pravokotne plošče, ki obdaja zunanjo stran loka) je okrašen s kompleksnimi čipkami in arabesknimi reliefi.
Poleg tega so bili vsi štukaturni okraski v palači barvni v odtenkih modre in rdeče na zadnji strani ter zlati na arabeskah. Med filigrani je upodobitev ptice, nenavadne zoomorfne figure v islamski umetnosti, ki bi lahko predstavljala goloba, fazana ali simbol kralja kot krilatega bitja.
Značilni prepleteni mikstilinearni loki so prvič najdeni v Aljaferiji, od koder so se razširili na druge islamske strukture.

### Mošeja in oratorij
Na vzhodnem koncu vhodnega portika v Zlato dvorano je majhna mošeja ali zasebni oratorij, ki bi ga uporabljali monarh in njegovi dvorjani. Do nje se dostopa skozi portal, ki se konča s podkvastim lokom, ki ga je navdihnila mošeja v Córdobi, vendar z začenim kamnom v obliki črke S, novostjo, ki je posnemala umetnost Almoravidov in Nasridov. Ta lok sloni na dveh stebrih s kapiteli iz zelo geometričnih listov, v slogu granadske umetnosti z uporabo muqarnas. Njegov alfiz je bogato okrašen z rastlinskim okrasjem, na njem pa je razporejen friz križajočih se lokov.
Notranjost oratorija je manjši kvadratni prostor s posnetimi vogali, ki ga spremenijo v lažni osmerokotnik. V jugovzhodnem delu, usmerjenem proti Meki, je niša mihraba. Sprednji del mihraba oblikuje tradicionalni podkvasti lok s kordobskimi oblikami in izmenjujočimi se klinastimi bloki, od katerih so nekateri okrašeni z rastlinskimi reliefi, drugi pa gladki (prvotno poslikani). Obok spominja na mihrab mošeje v Córdobi, le da so bili bogati materiali v Zaragozi, z večjo materialno revščino kot kalifska Córdoba, sta mavčna štukatura in polihromacija, slednja pa se je večinoma izgubila. Zadnji del loka je uokvirjal alfiz z dvema zrcalnima rozetama, vdolbljenima v ukrivljene trikotnike, kot v kupoli v notranjosti mihraba.
Preostale stene mošeje krasijo slepi loki, povezani in okrašeni na površini z rastlinskimi arabeskami po kalifovem navdihu. Ti loki se naslanjajo na stebre z vitkimi košarastimi kapiteli. Dno sten pokrivajo kvadratne marmorne plošče.
Vse to je zaključeno s prepletenimi polblokastimi loki, ki niso vsi slepi, ker tisti v posnetih vogalih kažejo kote kvadratne strukture. Ta galerija je edina, ki ohranja ostanke slikovnega okrasja iz 11. stoletja, katerega motive je rešil Francisco Íñiguez Almech, ko je odstranjeval omet, ki je prekrival stene po predelavi v kapelo. Restavrator je sledove islamskih ostankov prebarval z akrilno barvo, s čimer je preprečil, da bi se videl zbledeli, originalni pigment.
Kupola mošeje ni bila ohranjena, ker je bila na tem nivoju zgrajena palača katoliških monarhov. Vendar pa značilen osmerokotni tloris nakazuje, da bi bila videti kot obstoječi v muqarnas mošeje v Córdobi, kupola prepletenih polkrožnih lokov, ki v središču tvorijo osmerokotnik. Francisco Íñiguez je ustvaril snemljivo mavčno kupolo. Leta 2006 so Bernabé Cabañero Subiza, C. Lasa Gracia in J. L. Mateo Lázaro postulirali, da bi »rebra oboka [...] morala imeti del podkvastih lokov, ki tvorijo vzorec osemkrake zvezde s kupolo, strnjeno v središču, kot tiste v dveh kupolah transepta mošeje v Córdobi.«

### Južne stranske dvorane
Južni portik je sestavljen iz arkade na južnem boku, ki omogoča dostop do portika z dvema stranskima opornikoma.
Ta portik je bil preddverje velike južne dvorane, ki bi imela enako tristransko sestavo, kot obstaja na severni strani, in od katere so ostale le arkade dostopa mešanih lokov z geometrijskim okrasjem. To območje ima nekaj najbolj okrašenih obokov. Kompleksnost čipk, arabesk in rezbarij ima baročni videz in je uvod v filigransko umetnost Alhambre.

## Dvorišče Santa Isabel
Dvorišče Santa Isabel je odprt, urejen prostor, ki združuje celotno palačo Taifal. Proti njej sta gledala severni in južni portik, na vzhodu in zahodu pa so bili verjetno prostori in gospodarska poslopja.
Njegovo ime izhaja iz rojstva v Aljaferíi infante Elizabete Aragonske, ki je bila leta 1282 kraljica Portugalske. Prvotni južni bazen je ohranjen, severni pa je bil v 14. stoletju prekrit z lesenim podom. Z obnovo so poskušali dvorišču dati prvotni sijaj, zato so na hodnikih, ki obdajajo pomarančni in cvetlični vrt, uredili marmorna tla.
Arkada, ki gleda proti južnemu portiku, je bila obnovljena z oblikovanjem originalnih lokov v Nacionalnem arheološkem muzeju v Madridu in v muzeju v Zaragozi.
Po mnenju Christiana Ewerta, ki je petnajst let preučeval oboke Aljaferije, so oboki bližje plemiškim conam (Zlata dvorana in mošeja) bolj sledili kordobski tradiciji. Tako kot ostali del stavbe je bilo tudi dvorišče prezidano v 20. stoletju na podlagi arheoloških najdb.

## Palača Pedra IV. Aragonskega
Po zavzetju Saragosse s strani Alfonza I. Aragonskega leta 1118 je bila Aljafería uporabljena kot palača aragonskih kraljev in kot cerkev, ki je bila bistveno spremenjena šele v 14. stoletju s prizadevanji Pedra IV. Aragonskega.
Ta kralj je leta 1336 razširil stavbe palače in na vhodnem dvorišču v alcázar zgradil kapelo sv. Martina. V tem času je Aljafería dokumentirana kot začetek poti do stolnice Odrešenika v Zaragozi, kjer so bili kronani aragonski monarhi in prisegli aragonski Fueros.

### Kapela sv. Martina
Kapela sv. Martína vključuje stranice severozahodnega vogala obzidja, do te mere, da je bil eden od njenih stolpov uporabljen kot zakristija in je dal ime dvorišču, ki omogoča dostop do ograjenega prostora Taifal.
Struktura v gotsko-mudéjarskem slogu je sestavljena iz dveh ladij s tremi deli, ki sta obrnjeni proti vzhodu in podpirata dva stebra s polstebri, pritrjena na sredini ploskev stebra, katerega del se spominja v štirilobni zasnovi, ki zakriva ščit aragonskega kralja v nastavkih portala iz prvega desetletja 15. stoletja.
Ladji imata preprost rebrast obok, vpet v šilaste loke in vezne kamne. V vogalih obokov so floreti z grbom aragonske monarhije. Med okraski so ohranjeni le fragmenti slikovnega pokrova in nekaj mešanih lokov, ki so bili neposredno navdihnjeni v muslimanski palači.
V zadnjem delu južne ladje izstopa zidani portal mudéjar, zgrajen v času Martina Aragonskega »Človekoljubnega«. Ta portal je uokvirjen z zamaknjenim karpanelnim lokom znotraj večjega šilastega loka. V okvirju obeh je dvojni alfiz okrašen s karirastim vzorcem.
V zavihkih sta prikazana dva štirilistna medaljona, ki skrivata ščita z insignijami aragonskega kralja. V nastalem timpanonu med lokoma je pas prepletenih slepih lokov, ki se nanašajo na serijo v palači Banu Hud. Ta trak je prekinjen s škatlo, v kateri je na novo vključen relief.
Kapela je bila predelana v 18. stoletju, tako da so spredaj postavili ladjo in prekrili portal mudéjar. Stebri in stene so bili prenovljeni in ometani v neoklasicističnem slogu. Vse te spremembe so bile odpravljene med obnovami Francisca Íñigueza, čeprav je po obstoječi fotografski dokumentaciji znano, da je obstajal vitek stolp, ki je zdaj videti z nazobčanim zaključkom, ki se zgleduje po vidiku cerkve mudéjar in v 18. stoletju vrhunec z nenavadnim čebulastim vrhom.

### Palača Mudéjar
Palača Mudéjar ni samostojna palača, ampak razširitev muslimanske palače, ki je bila še v uporabi. Pedro IV. Aragonski je poskušal Aljaferiji zagotoviti prostornejše sobe, jedilnice in spalnice, ker so bile spalnice Taifal premajhne za njegovo uporabo.
Te novejše sobe so združene v severnem delu Al-Andaluzijske palače na različnih višinah. Ta nova stavba Mudéjar je bila spoštljiva do obstoječe konstrukcije, tako v tlorisu kot v višini, in je sestavljena iz treh velikih pravokotnih dvoran, pokritih z aljarfe ali lesenimi stropi iz mudéjarja.
Iz tega časa je tudi zahodna arkada koničastih lokov Patio de Santa Isabel, notranja stran lokov in majhna, kvadratna spalnica, pokrita z osmerokotno kupolo iz lesa, in nenavadna vhodna vrata z lokom, obrobljenim v zelo finim alfizom, z arabesknim spandrelom. Ta vrata vodijo v trojno ložo polkrožnih lokov. Spalnica je nad mošejo.

## Palača katoliških monarhov
V zadnjih letih 15. stoletja so katoliški monarhi naročili gradnjo kraljeve palače na severnem krilu Al-Andaluzijskega ograjenega prostora, ki je konfigurirala drugo postavitev, ki je bila nadgrajena nad obstoječo palačo. Stavba je nadomestila zgornje dele prostorov Taifal, kjer so bili vstavljeni tramovi, ki bodo podpirali novo palačo.
Gradnja je trajala od 1488 do 1495 in so se je lotili mudéjarski mojstri, ki ohranjajo tradicijo mudéjarskih zidarjev v Aljaferiji.
Do palače se pride tako, da se povzpne po svečanem stopnišču, monumentalni zgradbi, sestavljeni iz dveh velikih delov z geometričnimi zatrepi, osvetljenimi z okni z majhnimi okraski iz listov in stebel z gotsko in mudéjarskimi vplivi, na vrhu sklepnika pa je kvačkanju podoben vzorec.
Veličasten strop, tako kot v ostalih stavbah palače, je križno obokan, z oboki razporejenimi med nosilci. Krasijo ga ikonografski motivi v temperi, povezanimi s katoliškimi monarhi: jarem in puščice se izmenjujejo s kvadratki v grizaju, značilnim okrasjem renesanse.
Stopnice omogočajo dostop do hodnika v prvem nadstropju, ki se povezuje s pravimi palačnimi stavbami. Odpira se v galerijo stebrov gredi trupa, ki počivajo na podstavkih z antropomorfnimi reliefi na koncih. Da bi podprli to in ostale nove strukture, je bilo treba presekati visoke predele dvoran Taifal iz 11. stoletja in pred severnim portikom zgraditi pet masivnih osmerokotnih stebrov, ki skupaj z nekaterimi koničastimi loki za njimi tvorijo novo verando, ki združuje dva Al-Andaluzijska pravokotna paviljona.
Glavni vhod v prestolno dvorano je poudarjen s triložnim zamaknjenim lokom s peterokrakim timpanonom, v središču katerega je predstavljen grb monarhije katoliških monarhov, ki vključuje grbe kraljevin Kastilija, Leon, Aragonija, Sicilija in Granada, ki jih podpirata dva leva. Ostalo okrasno polje je zaključeno z nežno rastlinsko ornamentiko, ki se ponovno pojavi v kapitelih podbojev. Celoten portal je narejen iz utrjenega mavca, ki je prevladujoč material v notranjosti Aljaferije, saj so mudéjarski obrtniki ovekovečili materiale in tehnike, ki so običajni v islamu. V isti steni kot vhodna veža sta dve veliki okni s trojnimi loki.
Nasproti galerije so tri majhne kvadratne sobe pred veliko prestolno sobo, imenujejo se »sobe izgubljenih stopnic«. Imajo velika rešetkasta okna, ki gledajo na dvorišče sv Martína in bi služila kot čakalnice za tiste, ki bi želeli avdienco pri kraljih.
Danes sta dostopna samo dva prostora, ker so tretjega zaprli ob zamenjavi kupole mošeje. Njegov strop so premaknili v sobo, ki meji na prestolno sobo.
Eden najdragocenejših elementov teh prostorov so njihova tla, ki so bila prvotno kvadratna azulejos s pisanimi šesterokotnimi keramičnimi zaplatami. Izdelane so bile v zgodovinski lončarni Loza de Muel konec 15. stoletja. Z ohranjenimi fragmenti so obnovili celoten tlak s keramiko, ki posnema obliko in razporeditev nekdanjega tlaka.
Izjemni so tudi stropi v slogu mudéjar-katoliških monarhov, ki jih sestavljajo trije veličastni taujele, ki so jih izdelali aragonski mizarji. Ti stropi imajo geometrijske mreže iz izrezljanega lesa, pobarvanega in pozlačenega z zlatimi lističi, katerih letve prikazujejo heraldične motive katoliških monarhov: jarem, puščice in gordijski vozel, združeni z geslom Tanto monta (v zvezi z razvezavo gordijskega vozla), tako za rezanje kot za odvezovanje, glede na anekdoto, ki jo pripisujejo Aleksandru Velikemu), kot tudi veliko cvetov, zaključenih z visečimi ananasi.

### Prestolna soba
Strop prestolne sobe je bogato okrašen. Dolg je 20 metrov, širok 8 metrov, njegov kasetirani strop Artesonado podpirajo debeli tramovi in preklade, okrašeni s čipkastim vzorcem, ki tvori osemkrake zvezde, hkrati pa ustvarja trideset velikih, globokih kvadratnih kaset. Znotraj kasete so vpisani osmerokotniki s kodrasto listnato rožo na sredini, ki se zaključuje z velikimi visečimi storži, ki simbolizirajo plodnost in nesmrtnost. Ta strop se je odseval v tleh, ki reproducirajo trideset kvadratov z vpisanimi osmerokotniki.
Pod stropom je zračna galerija lokov z odprtimi okni, iz katerih so gostje lahko opazovali kraljeve slovesnosti. Končno, vsa ta struktura temelji na arrokabu z letvicami, izrezljanimi z rastlinskimi in zoomorfnimi temami (vključno z vejami, sadeži vinske trte, krilatimi zmaji in fantastičnimi živalmi), in v frizu, ki obdaja celoten obseg sobe, tam je gotska kaligrafija, ki se glasi:

Ferdinandus, Hispaniarum, Siciliae, Corsicae, Balearumque rex, principum optimus, prudens, strenuus, pius, constans, iustus, felix, et Helisabeth regina, religione et animi magnitudine supra mulierem, insigni coniuges, auxiliante Christo, victoriosissimi, post liberatam a mauris Bethycam , pulso veteri feroque hoste, hoc opus construendum curarunt, anno salutis MCCCCLXXXXII.
Prevod tega napisa je:
Ferdinand, kralj Španije, Sicilije, Korzike in Balearskih otokov, najboljši med princi, preudaren, pogumen, pobožen, vztrajen, pravičen, šaljiv, in Izabela, kraljica, boljša od vseh žensk zaradi usmiljenja in veličine duha, ugledna zakonca zelo zmagovita s Kristusovo pomočjo, potem ko sta Andaluzijo osvobodila Mavrov, izgnala starega in hudega sovražnika, ukazala zgraditi to delo v letu Odrešenja 1492.

## Sodobnost
Leta 1486 je bilo območje dvorišča sv. Martína določeno za sedež sodišča Svetega inkvizicijskega urada, poleg dvorišča pa so bili nameščeni objekti za namestitev uradnikov te organizacije. To je verjetno prva uporaba Trubadurjevega stolpa kot zapora.
Leta 1591 je v dogodkih, znanih kot Aragonske spremembe, preganjani tajnik kralja Filipa II., Antonio Pérez, izkoristil privilegij manifestacije, ki ga je opazil aragonski Fuero, da bi se izognil cesarskim enotam. Vendar pa je imelo inkvizicijsko sodišče pristojnost nad vsemi fuerosi kraljestev, zato so ga pridržali v celici inkvizicijskega sedeža Aljaferije. To je sprožilo ljudsko vstajo zaradi tega, kar je veljalo za kršitev zakona, in Aljafería je bila napadena, da bi ga rešila. Kraljeva vojska je odločno zadušila upor in Filip II. se je odločil utrditi Aljaferijo kot utrjeno citadelo pod svojo oblastjo, da bi preprečil podobne upore.
Zasnova vojaške zgradbe je bila zaupana italijansko-sienskemu vojaškemu inženirju Tiburziu Spannocchiju. Zgradil je niz prostorov, pritrjenih na južno in vzhodno steno, ki so skrili polkrožne stolpiče v svoji notranjosti, čeprav to ni vplivalo na tiste stolpe, ki so obkrožali vhodna vrata na vzhodu. Okrog celotne stavbe je bil postavljen zid, ki je v notranjosti pustil okrogel prostor in se na svojih štirih vogalih končal s štirimi peterokotnimi bastijoni, katerih baze so vidne še danes. Celoten kompleks je obdajal dvajset metrov širok jarek, ki sta ga na vzhodnem in severnem boku prečkala dva dvižna mostova.
Nadaljnjih bistvenih sprememb ni bilo do leta 1705, ko sta bili med špansko nasledstveno vojno v njej dve četi francoskih vojakov, ki sta dvignili parapete spodnje stene jarka po načrtu vojaškega inženirja Dezveheforza.
Vendar je leta 1772 na pobudo španskega Karla III. prišlo do popolne preobrazbe strukture v vojašnico. Vse stene so preuredili v slogu, ki je še vedno viden na zahodni steni, notranje prostore pa so uporabili kot bivalne prostore za vojake in častnike. V zahodni tretjini palače je bil postavljen velik paradni prostor s prostori različnih podjetij, ki so ga obdajali. Prenova je bila izvedena preprosto in funkcionalno, sledila je racionalističnemu duhu druge polovice 18. stoletja in odražala praktično namembnost prostora. Edina nadaljnja sprememba je bila leta 1862, ko je Izabela II. Španska dodala štiri gotske stolpe, od katerih tisti, ki so v severozahodnem in jugozahodnem vogalu, stojijo še danes.
Leta 1845 je Mariano Nougués Secall opozoril na propadanje Al-Andaluzijskih in mudéjarskih ostankov palače v svojem poročilu z naslovom Descripción e historia del castillo de la Aljafería, ki je pozval k ohranitvi tega zgodovinsko-umetniškega ansambla. Španska kraljica Izabela II. je prispevala sredstva za obnovo in leta 1848 je bila ustanovljena komisija za izvedbo projekta; toda leta 1862 je Aljafería prešla iz lastnine kraljeve dediščine na ministrstvo za vojno, kar je ustavilo obnovo in bi še dodatno poškodovalo stavbo.
Propadanje se je nadaljevalo do leta 1947, ko se je začela obnova pod vodstvom arhitekta Francisca Íñigueza Almecha. Obnova se je začela in končala v času vlade Francisca Franca.
V 1960-ih so jo uporabljali kot vojašnico, okrasje pa je bilo za zaščito prekrito z ometom.
Leta 1984 je regionalna parlamentarna komisija, ki je bila imenovana za iskanje stalnega sedeža aragonskih Cortesov, priporočila namestitev avtonomnega parlamenta v palačo Aljafería. Mestni svet Zaragoze, lastnik stavbe, se je strinjal s prenosom dela stavbe na svet za obdobje 99 let. Na ta način so odsek prilagodili in stavbo ponovno obnovili Ángel Peropadre, arheolog Juan Antonio Souto, Luis Franco Lahoz in Mariano Pemán Gavín. Aljafería je bila leta 1998 razglašena za umetniški in zgodovinski spomenik na dogodku s princem Filipom VI.

## Galerija
- Zunanja fasada Aljaferíe je bila obnovljena v 20. stoletju
- Leta 1593 je Filip II. Španski zgradil citadelo okoli Aljaferije, kot je prikazano na tej risbi iz 16. stoletja.[12]
- Aljafería leta 1848
- Notranjost Aljaferije leta 1879
- Notranjost Aljaferije leta 1889
- Notranjost mošeje leta 1891
- Strop velike dvorane palače katoliških monarhov leta 1890
- Jarek dodan med vladavino Filipa II.
- Gotsko okno, ki sta ga zgradila katoliška monarha leta 1512[13]